# Mark Fisher
Mark Fisher (11 juli 1968 – 13 januari 2017), ook bekend onder zijn blog-alias k-punk, was een Britse schrijver, criticus, cultuurtheoreticus, filosoof en leraar.

## Biografie
Fisher verwierf aanvankelijk bekendheid als blogger in de vroege jaren 2000. Vanaf 2009 publiceerde hij diverse boeken over politiek en populaire cultuur, waarvan het in 2009 uitgegeven Capitalist Realism: Is There No Alternative? waarschijnlijk het bekendste en meest succesvolle is. Naast zijn auteurschap was Fisher ook mede-oprichter van uitgeverij Zero Books.
Fisher overleed op 13 januari 2017 aan de gevolgen van zelfmoord. Hij worstelde met depressies, die hij ook besprak in artikelen en in zijn boek Capitalist Realism.